# Cardeña (bier)

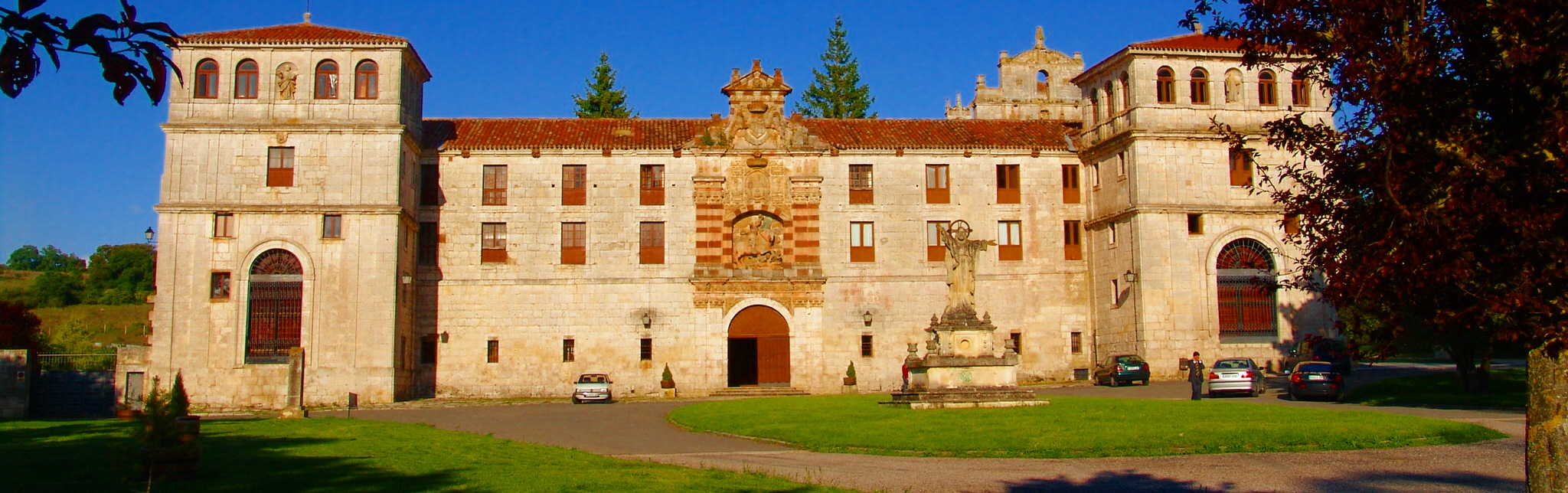
Monasterio de San Pedro de Cardeña

Cardeña is een Spaans trappistenbier van hoge gisting.

## Geschiedenis
Op 16 maart 2016 werd het eerste Spaanse trappistenbier op de markt gebracht, Cardeña Tripel door het Monasterio de San Pedro de Cardeña. Het trappistenklooster is sinds december 2014 lid van de "Internationale Vereniging Trappist". Het bier wordt voorlopig gebrouwen in de Fabrica de Cervezas MarPal in Madrid en niet binnen de muren van het klooster en krijgt dus niet het logo "Authentic Trappist Product". Het recept werd ontwikkeld door de Schotse brouwmeester Bob Maltman samen met de Belgische bierexpert Erick Coene en onder toezicht van de monniken. In 2016 werd gestart met de bouw van een kleine brouwerij binnen de kloostermuren. In 2021 werd het tweede Spaanse trappistenbier op de markt gebracht, Cardeña Doble (Dubbel).